# Luke's Trolley Troubles
Luke's Trolley Troubles è un cortometraggio comico muto del 1917 diretto da Hal Roach e interpretato da Harold Lloyd.

## Trama
Luke e il suo amico rubano un tram e creano devastazione per i passeggeri.